# KLF13
KLF13 (англ. Kruppel like factor 13) – білок, який кодується однойменним геном, розташованим у людей на короткому плечі 15-ї хромосоми. Довжина поліпептидного ланцюга білка становить 288 амінокислот, а молекулярна маса — 31 180.
| 10         |  | 20         |  | 30         |  | 40         |  | 50         |
| ---------- |  | ---------- |  | ---------- |  | ---------- |  | ---------- |
| MAAAAYVDHF |  | AAECLVSMSS |  | RAVVHGPREG |  | PESRPEGAAV |  | AATPTLPRVE |
| ERRDGKDSAS |  | LFVVARILAD |  | LNQQAPAPAP |  | AERREGAAAR |  | KARTPCRLPP |
| PAPEPTSPGA |  | EGAAAAPPSP |  | AWSEPEPEAG |  | LEPEREPGPA |  | GSGEPGLRQR |
| VRRGRSRADL |  | ESPQRKHKCH |  | YAGCEKVYGK |  | SSHLKAHLRT |  | HTGERPFACS |
| WQDCNKKFAR |  | SDELARHYRT |  | HTGEKKFSCP |  | ICEKRFMRSD |  | HLTKHARRHA |
| NFHPGMLQRR |  | GGGSRTGSLS |  | DYSRSDASSP |  | TISPASSP   |  |            |

A: Аланін

C: Цистеїн

D: Аспарагінова кислота

E: Глутамінова кислота

F: Фенілаланін

G: Гліцин

H: Гістидин

I: Ізолейцин

K: Лізин

L: Лейцин

M: Метіонін

N: Аспарагін

P: Пролін

Q: Глутамін

R: Аргінін

S: Серин

T: Треонін

V: Валін

W: Триптофан

Кодований геном білок за функціями належить до репресорів, активаторів, фосфопротеїнів. 
Задіяний у таких біологічних процесах, як транскрипція, регуляція транскрипції. 
Білок має сайт для зв'язування з іонами металів, іоном цинку, ДНК. 
Локалізований у ядрі.